# Különös kísérlet
A Különös kísérlet (eredeti cím: Weird Science) 1985-ös amerikai filmvígjáték John Hughes rendezésében. A főszerepben Anthony Michael Hall, Ilan Mitchell-Smith és Kelly LeBrock látható. A film egy 1950-es évekbeli képregénysorozatról kapta a címét. A film főcímdalát az amerikai Oingo Boingo együttes szerezte.

## Rövid történet
Két gyűlölt tinédzser elkészíti a tökéletes nőt - a számítógépük és egy kis varázslat segítségével.

## Szereplők
- Anthony Michael Hall: Gary Wallace
- Ilan Mitchell-Smith: Wyatt Donnelly
- Kelly LeBrock: Lisa
- Bill Paxton: Chet Donnelly
- Robert Downey Jr.: Ian
- Robert Rusler: Max
- Suzanne Snyder: Deb
- Judie Aronson: Hilly
- Vernon Wells: Tábornok úr (Lord General)
- Jennifer Balgobin: motoros lány
- Jeff Jensen: Fémpofa (Metal Face)
- Britt Leach és Barbara Lang: Al és Lucy Wallace, Gary szülei
- Ivor Barry és Ann Coyle: Henry és Carmen Donnelly, Wyatt és Chet nagyszülei
- Doug MacHugh és Pamela Gordon: Mr. és Mrs. Donnelly, Wyatt és Chet szülei
- Michael Berryman: mutáns motoros
- John Kapelos: Dino
- D'Mitch Davis: pincér
- Chino 'Fats' Williams: a bár egyik vendége
- Steve James: fickó az asztalnál (nem jelenik meg a neve a stáblistán)
- Jill Whitlow: Susan, a parfümárus
- Wallace Langham (Wally Ward néven): Art
- Renee Props: a The Weenies egyik tagja
- Kym Malin: zongorázó lány

## Háttér
Lisa szerepére eredetileg Kelly Emberg modellt szánták, de két nap múlva kilépett, nézeteltérések miatt. Helyére LeBrock került.
A forgatás 1984. október 2-án kezdődött. A legtöbb jelenetét Chicago környékén forgatták, a hátralévő jeleneteket pedig a Universal Studios hátsó részén vették fel. A forgatás 1984. december 21-én fejeződött be.

## Filmzene
A filmzenei album az MCA Records gondozásában jelent meg.
1. "Weird Science" – Oingo Boingo
2. "Private Joy" – Cheyne
3. "The Circle" – Max Carl
4. "Turn It On" – Kim Wilde
5. "Deep in the Jungle" – Wall of Voodoo
6. "Do Not Disturb (Knock Knock)" – The Broken Homes
7. "Forever" – Taxxi
8. "Why Don't Pretty Girls Look at Me" – The Wild Men Of Wonga
9. "Method to My Madness" – The Lords of the New Church
10. "Eighties" – Killing Joke
11. "Weird Romance" – Ira and the Geeks

## Fogadtatás
Roger Ebert "csodálatosnak" találta LeBrock színészi játékát, és ennek eredményeként a filmet is viccesebbnek és értelmesebbnek találta. Janet Maslin, a The New York Times kritikusa már negatívan látta a filmet, kritikájában így fogalmazott: "Éppen elég 14 éves moziba járó fiú van, hogy népszerűvé tegyék a filmet, de a többiek számára inkább kerülendő."
Gene Siskel, a Chicago Tribune kritikusa szintén negatív kritikát közölt a filmről, és egy és fél csillagot adott.
A Rotten Tomatoes honlapján 56%-ot ért el 36 kritika alapján, és 5.6 pontot szerzett a tízből. Mára kultikus státuszt ért el a film.